# 2021 en numismatique
Chronologie de la numismatique
- 2020 en numismatique - 2021 en numismatique - 2022 en numismatique

Cet article présente les faits marquants de l'année 2021 en numismatique.

## Dates à préciser
- -   Allemagne : émission de la ?e pièce commémorative de 2 euros du pays et 16e et dernière sur 16 de la série des Länder, consacrée au land du Brandebourg[1]. Sur cette pièce est représenté le palais de Sanssouci situé à Potsdam[1].